# Gattendorf (Autriche)
Pour les articles homonymes, voir Gattendorf.
Gattendorf est une commune d'Autriche, dans le Burgenland. Elle fait partie du district de Neusiedl am See.